# حاجی‌آباد (محلات)
حاجی‌آباد روستایی در دهستان خورهه بخش مرکزی شهرستان محلات استان مرکزی ایران است.

## جمعیت
بر پایه سرشماری عمومی نفوس و مسکن در سال ۱۳۹۵ جمعیت این روستا ۶۷ نفر (۲۸خانوار) بوده‌است.